# Heterolocha patalata
Heterolocha patalata är en fjärilsart som beskrevs av Felder 1874. Heterolocha patalata ingår i släktet Heterolocha och familjen mätare. Inga underarter finns listade i Catalogue of Life.